# Domoplan
DOMOPLAN je česká developerská společnost se sídlem v Brně, založená roku 2010 brněnským podnikatelem Tomášem Vavříkem. V březnu 2022 byl Domoplan začleněn do Vavříkovy skupiny FIPOX. Těžištěm její činnosti je výstavba rezidenčních komplexů, bytových domů a horských a přímořských apartmánů. 

## Historie
Tomáš Vavřík se rozhodl stát developerem poté, co si nechal architekty z architektonické kanceláře RAW zrekonstruovat svou vilu v Božetěchově ulici v lokalitě Brno-Královo pole. Společnost byla založena v roce 2010, zpočátku se zaměřila na bytovou výstavbu v Brně.
Po sedmi letech činnosti vstoupil DOMOPLAN do nového segmentu výstavby aparthotelů v horských oblastech. První realizovaný projekt, Apartmány Filipovice, získal na Realitním Kongresu 2018 ocenění Realitní projekt roku 2018 v Olomouckém kraji.
Pro spolupráci na prvních projektech rezidence Kopečná, bytový dům Kadetka a bytový dům Domino oslovil DOMOPLAN architektonický ateliér RAW. Ten byl za svůj návrh bytového domu Domino, realizovaného ve Francouzské ulici v Brně, jedním z 12 českých nominantů na Cenu Evropské unie za současnou architekturu (Mies van der Rohe Award) za rok 2019.
V dubnu 2022 se společnost připojila k Memorandu o snižování produkce oxidu uhličitého, které uzavřela s vedením města Brna. Ve stejném roce DOMOPLAN expandoval do Chorvatska se záměrem vystavět zde několik přímořských prázdninových resortů na ostrovech Hvar a Pag také a do Srbska, kde chystá rezidenční výstavbu. S touto expanzí měly Vavříkovi pomoci kontakty, které získal během své kariéry v cestovní kanceláři Tomi Tour.

## Projekty
U svých projektů spolupracuje s řadou architektů, interiérových designérů a dalších tvůrců, jde např. o Ateliér RAW, Studio Identity Design nebo Kuba & Pilař architekti. Snaží se inspirovat revitalizacemi tzv. brownfieldů ve Francii a Velké Británii a ve svých projektech se snaží dodržovat závazky trvalé udržitelnosti a energetické soběstačnosti. 
Pro financování developerské činnosti zřídil DOMOPLAN v roce 2017 vlastní fond kvalifikovaných investorů, vedle toho dále poskytuje finanční služby a poradenství.

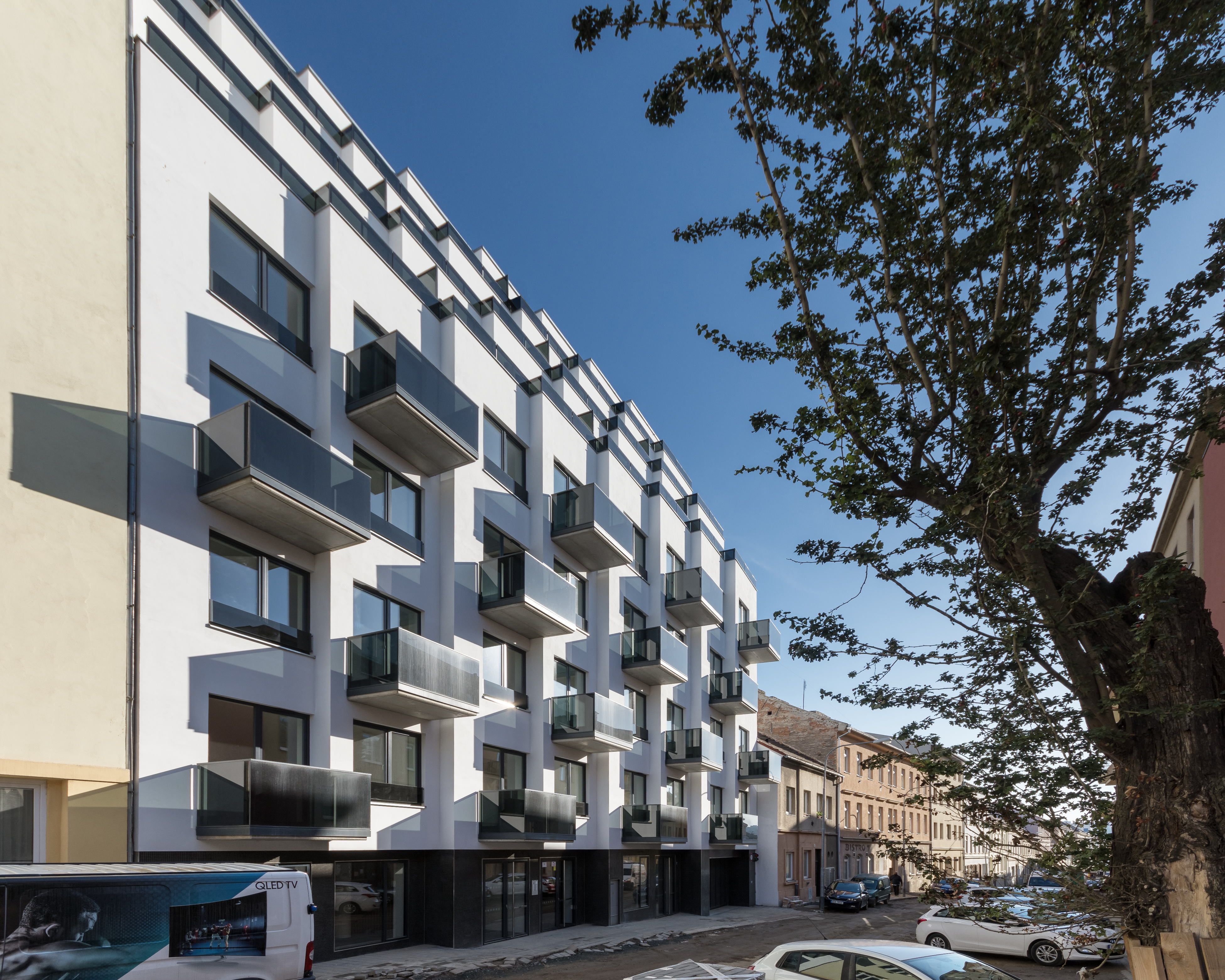
Bytový dům Domino ve Francouzské ulici v Brně

#### Rezidence Na Mariánské cestě
Rezidenční areál na okraji města Brandýs nad Labem-Stará Boleslav s 321 byty, koncipovaný jako bydlení v tzv. skandinávském stylu, který má klást důraz na množství zeleně a udržitelnost. Realizace je plánována ve dvou etapách v letech 2022–2025.

#### Rezidence Starý pivovar
Rezidenční dům v městské části Brno-Královo Pole se 47 byty, realizovaný v letech 2021–2024. 

#### Rezidence Pekárenský dům
Komplex s 239 byty v areálu někdejších Dělnických pekáren v oblasti dolního Cejlu, který má být realizován v letech 2021–2023. Projekt má poskytovat klubové bydlení se službami dostupnými výhradně pro rezidenty. Jako první rezidenční projekt v Brně splňuje kritéria pro certifikaci udržitelnosti budov BREEAM.

#### Rezidence Hvězdová
Vícefunkční dům obklopený městským parkem v brněnské čtvrti Zábrdovice navrhl architekt Roman Gale. Dům měl být hotov koncem roku 2021.

#### Horské apartmány Filipovice

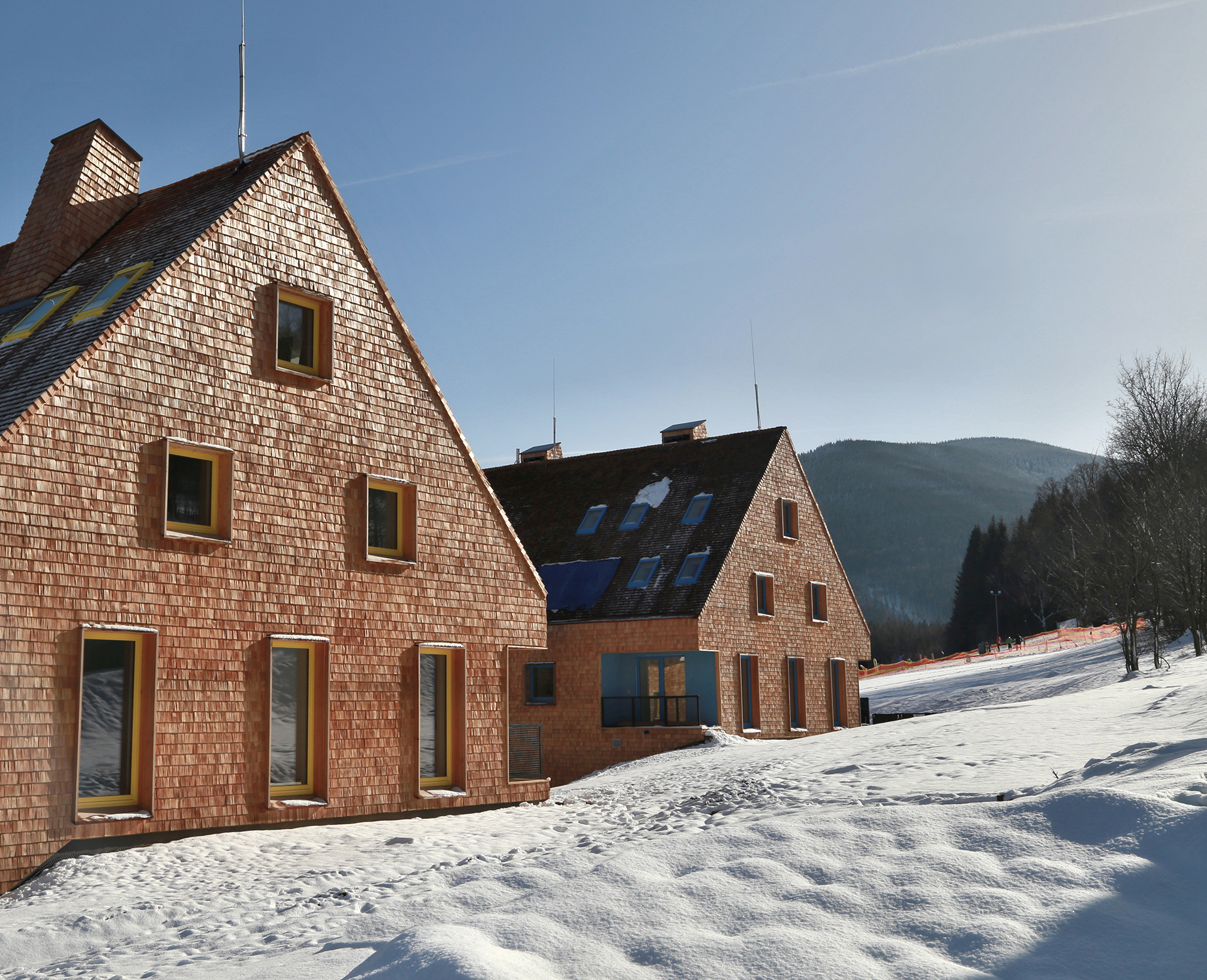
Horské apartmány Filipovice v Jeseníkách

Dvojice apartmánových domů v Jeseníkách navržená architektonickým studiem colllab. Architektura staveb má volně navazovat na tradiční horské stavby Jesenicka.

#### Bytový dům Domino
Bytový dům ve Francouzské ulici v Brně-Zábrdovicích. Architektonický ateliér RAW byl za realizaci nominován na Cenu Evropské unie za současnou architekturu (Mies van der Rohe Award) za rok 2019.

#### Bytový dům Kadetka
Komplex tří bytových domů v lokalitě Brno-Královo Pole, dokončený roku 2015, nabízí bydlení v blízkosti parku Kadetka. 

## Další projekty
- Rezidence Kopečná, Brno (dokončeno 2014)
- Vila Božetěchova, Brno (dokončeno 2011)